# Gewöhnliches Hirtentäschel
Das Gewöhnliche Hirtentäschel (Capsella bursa-pastoris), auch Hirtentäschelkraut genannt, ist eine Pflanzenart aus der Gattung Hirtentäschel (Capsella) innerhalb der Familie der Kreuzblütengewächse (Brassicaceae). Der wissenschaftliche Name Capsella bursa-pastoris setzt sich aus dem Gattungsnamen Capsella aus den lateinischen Wörtern capsa für „Kapsel“ und aus dem Artepitheton bursa-pastoris aus den Wörtern bursa für „Tasche“ sowie pastor für „Hirt“ zusammen und bezieht sich darauf, dass die Schötchen wie die Taschen früherer Hirten geformt sind; daher auch der deutschsprachige Trivialname Hirtentäschel.

## Beschreibung

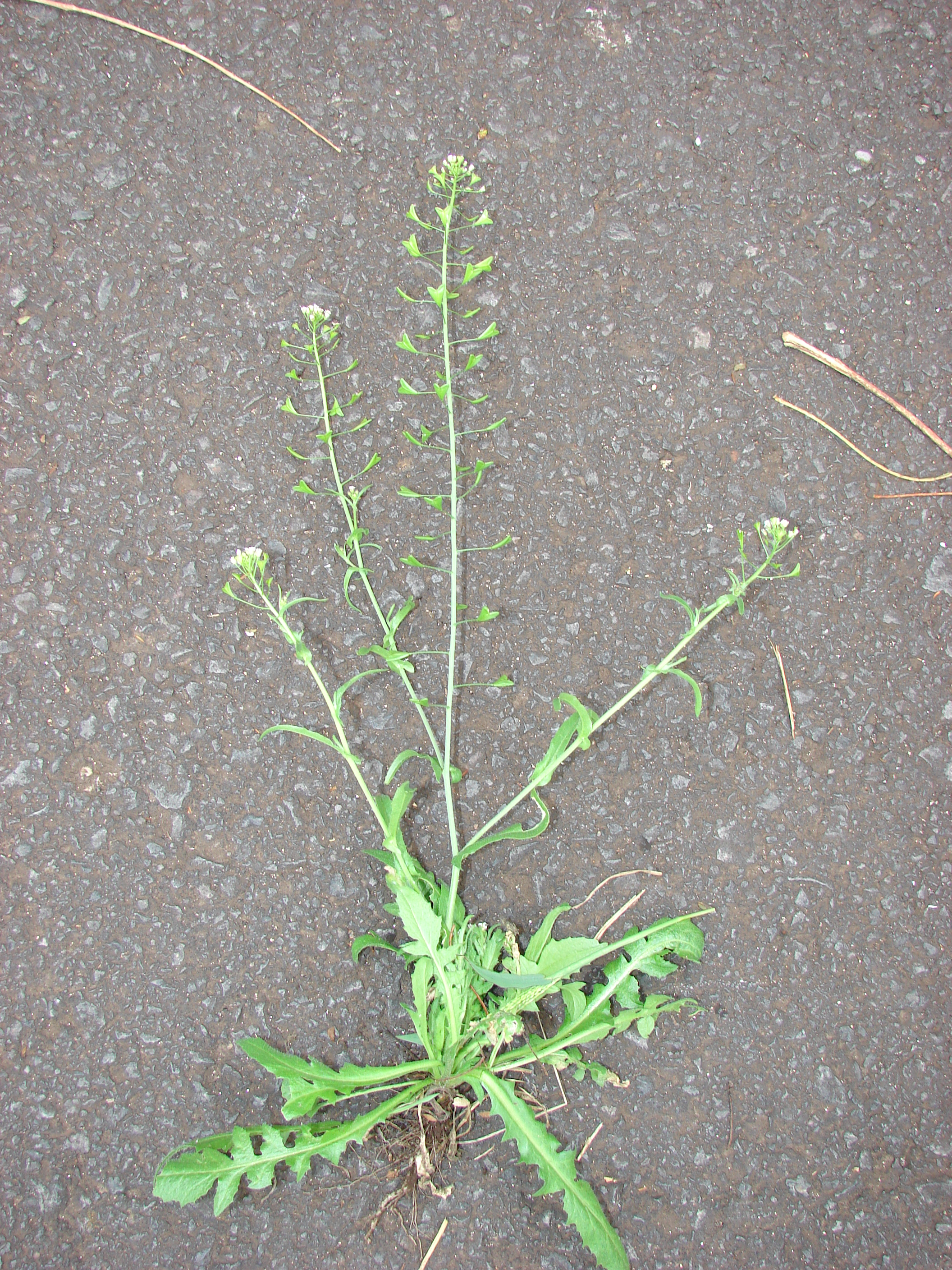
Habitus

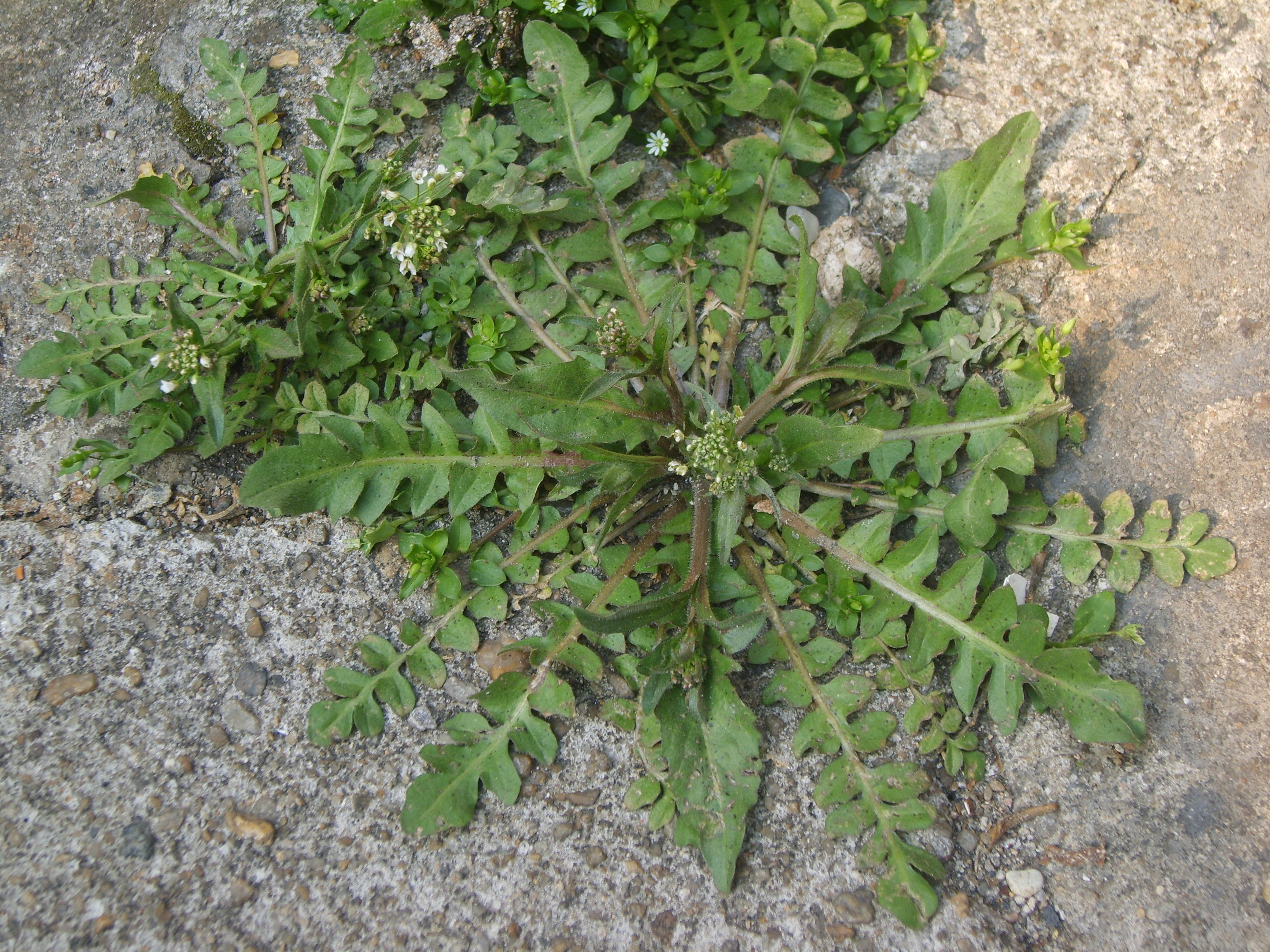
Blattrosetten

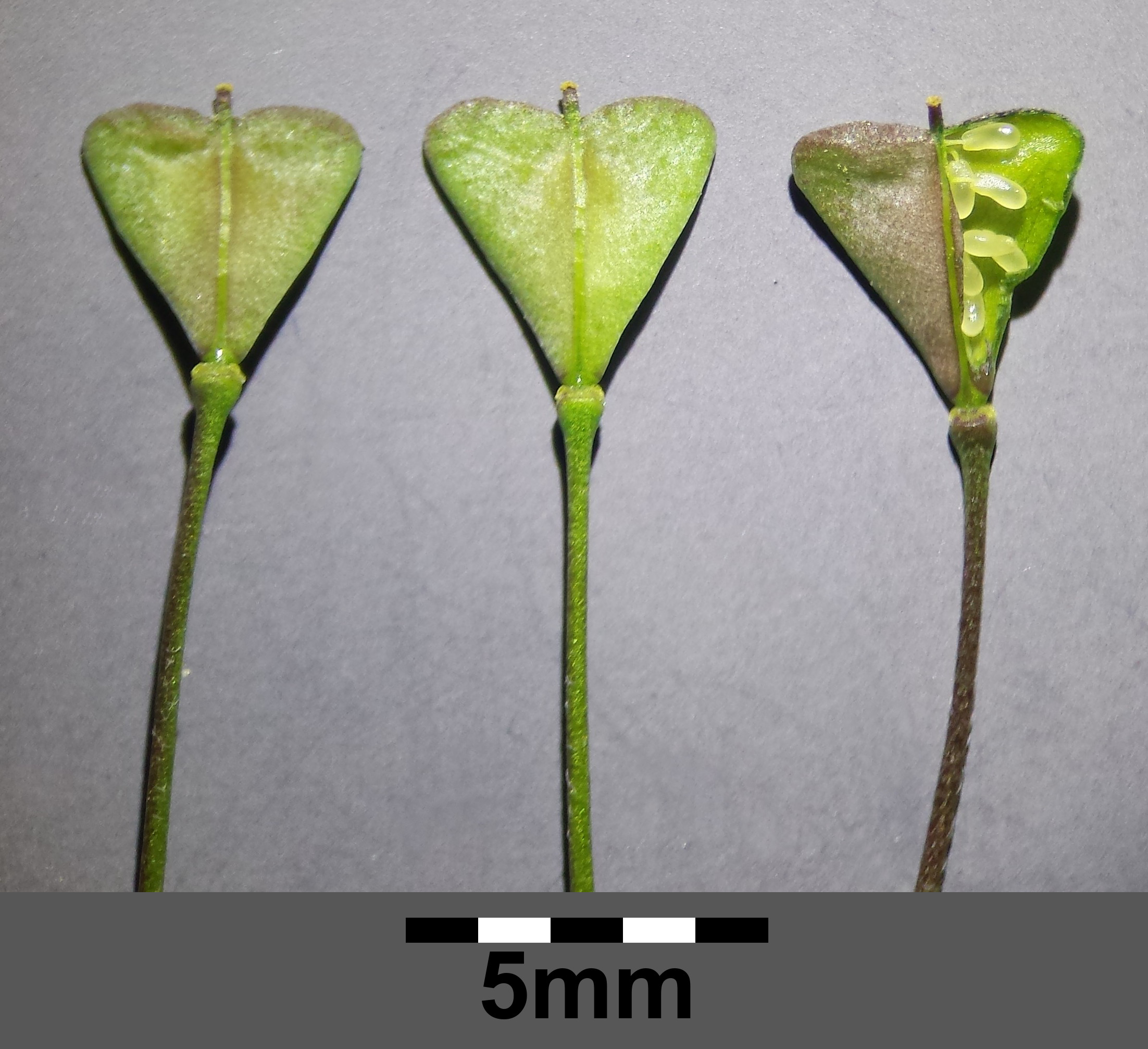
Junge Früchte (rechts einseitig geöffnet)

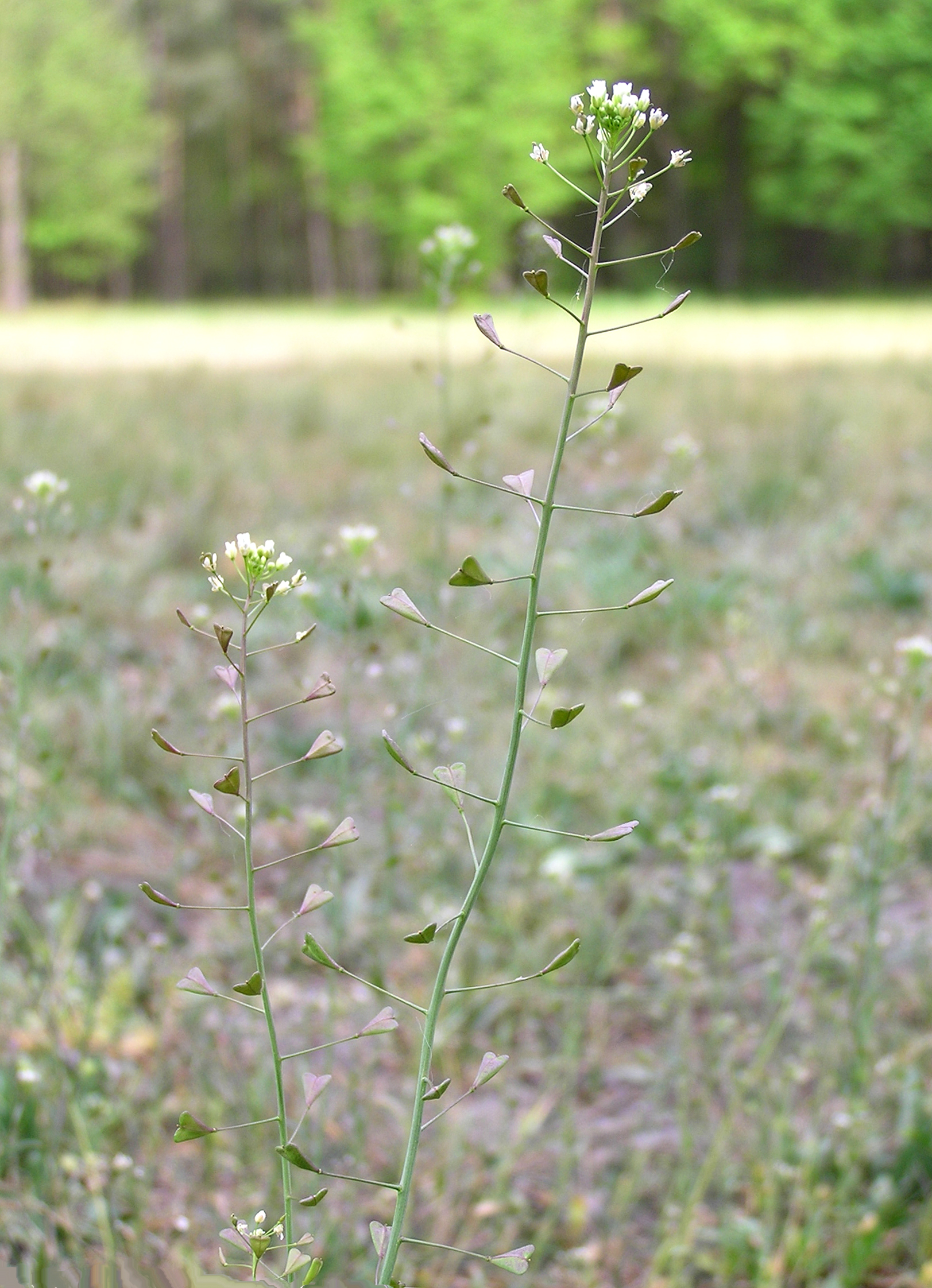
Blüten- bzw. Fruchtstand

### Vegetative Merkmale
Das Gewöhnliche Hirtentäschel ist eine ein- bis zweijährige krautige Pflanze und erreicht Wuchshöhen von 10 bis 50 Zentimetern. Sie wurzelt bis zu 90 Zentimeter tief. Ein Pflanzenexemplar besitzt meist nur einen Stängel, der aufrecht und einfach oder abstehend verzweigt ist.
Die Grundblätter sind rosettig angeordnet, schmal-länglich, allmählich in den Stiel verschmälert und gezähnt bis fiederspaltig, selten ganzrandig. Sie sind meist fiederspaltig mit breitlänglichen, gezähnten oder mit schmalen, zugespitzten, vorn ungleichmäßig gezähnten Abschnitten. Die Stängelblätter sind ungeteilt, ganzrandig oder gezähnt, unregelmäßig gelappt oder fiederteilig mit ganzrandigen oder gezähnten Abschnitten. Sie sind sitzend und am Grund mi breiten Öhrchen stängelumfassend. Die obersten Stängelblätter sind meist ganzrandig. Alle Laubblätter sind mit einfachen und mit Sternhaaren besetzt.

### Generative Merkmale
Blütezeit ist bei günstigen Bedingungen fast das ganze Jahr. Der anfangs schirmtraubige und später durch Streckung der Blütenstandsachse traubige Blütenstand enthält zahlreiche Blüten.
Die zwittrige Blüte ist vierzählig. Die aufrecht-abstehenden Kelchblätter sind bei einer Länge von 1 bis 2 Millimeter eiförmig und weiß hautrandig. Die weißen Kronblätter sind bei einer Länge von 2 bis 3 Millimetern verkehrt-eiförmig und in einen kurzen Nagel verschmälert.
Die abstehenden, gestielten Schötchen sind bei einer Länge von 4 bis 9 Millimetern sowie am oberen Ende einer Breite von 4 bis 7 Millimetern dreieckig-verkehrt herzförmig, herzförmig bis dreieckig mit gestutztem oder seicht ausgerandetem oberen Ende und sie sind seitlich zusammengedrückt. Die Schötchen enthalten in jedem Fach bis zu zwölf Samen. Die hell-braunen und fast glatten Samen sind 0,8 bis 1 Millimeter lang.
Fruchtreife ist von April bis Dezember.
Die Chromosomenzahl beträgt 2n = 4x = 32, sie ist auto-tetraploid

## Ökologie
Das Gewöhnliche Hirtentäschel ist eine sehr anpassungsfähige Pflanzenart. Sie wächst entweder sommer- bis winterannuell einjährig oder als zweijährige Halbrosettenpflanze.
Die Blüten besitzen keine Blühperiodizität, das Gewöhnliche Hirtentäschel kann deshalb bei günstiger Witterung das ganze Jahr über blühen. Sie bildet unscheinbare homogame bis vorweibliche „Nektar führende Scheibenblumen“. Meist findet spontane Selbstbestäubung statt; daneben kommen Schwebfliegen und kleinere Bienen als Bestäuber vor.
Die Früchte sind vielsamige, zur Reife beide Fruchtklappen abwerfende Schötchen. Das Gewöhnliche Hirtentäschel ist eines der hartnäckigsten Wildkräuter. Pro Jahr sind bis zu vier Generationen möglich. Ein Pflanzenexemplar produziert bis zu 64.000 Samen.
Es findet Selbstausbreitung statt, außerdem Ausbreitung als Wind- und Regenballist. In letzterem Fall lassen auf das Schötchen aufschlagende Regentropfen den Fruchtstiel zurückschnellen und schleudern so die Samen heraus. Die in der Nähe der Mutterpflanze auftreffenden Samen werden durch Regenwürmer in den Boden eingearbeitet, wo sie lange keimfähig bleiben. Auch Ausbreitung durch den Menschen und Zufallsausbreitung kommen vor. Samen wurden z. B. im Dung von Rindern und Möwen gefunden. Die klebrigen Samen werden außerdem als Klebhafter z. B. an Reifen, Schuhen und Hufen fortgetragen, was der Fernausbreitung dient. Auch Bearbeitungsausbreitung durch Körner fressende Kleinvögel ist möglich.
Im Schleim der Samenschale wurden Proteasen, Eiweiß-spaltende Enzyme nachgewiesen. Es wurde spekuliert, sie könnten zur Verdauung von sehr kleinen Tieren dienen, damit deren Abbauprodukte als Zusatznahrung dienen können. In diesem Fall würde bei den Samen eine Art Karnivorie vorliegen. Inzwischen wurde experimentell nachgewiesen, dass die Samen in nährstoffarmen Böden bei Präsenz von Nematoden, die im Bereich der Samenschale tatsächlich abgetötet werden, schneller wachsen können als ohne diese., ähnliche Ergebnisse liegen auch für andere Pflanzenarten mit ähnlichen Eigenschaften der Samenschalen vor. Dieser Effekt wurde als „Protokarnivorie“ umschrieben.
Die Samen sind sehr langlebig und können bis etwa 30 Jahre keimfähig bleiben. Dadurch verteilt sich die Keimung über einen sehr langen Zeitraum, was die Chance des Gewöhnlichen Hirtentäschel, sich zu etablieren, stark erhöht.

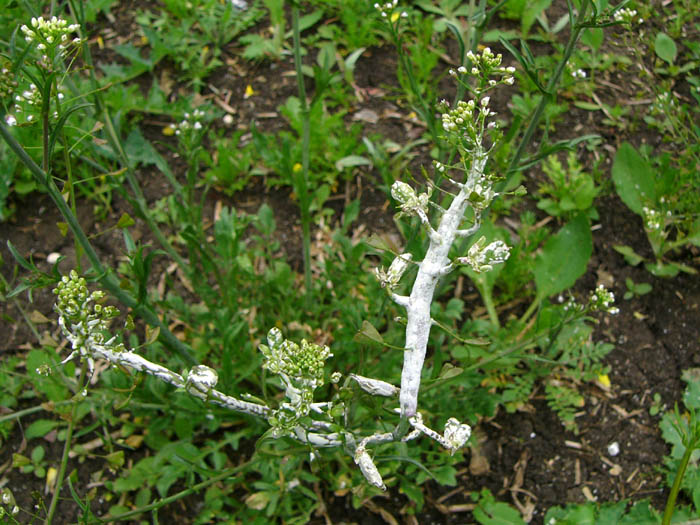
Albugo candida auf Hirtentäschel

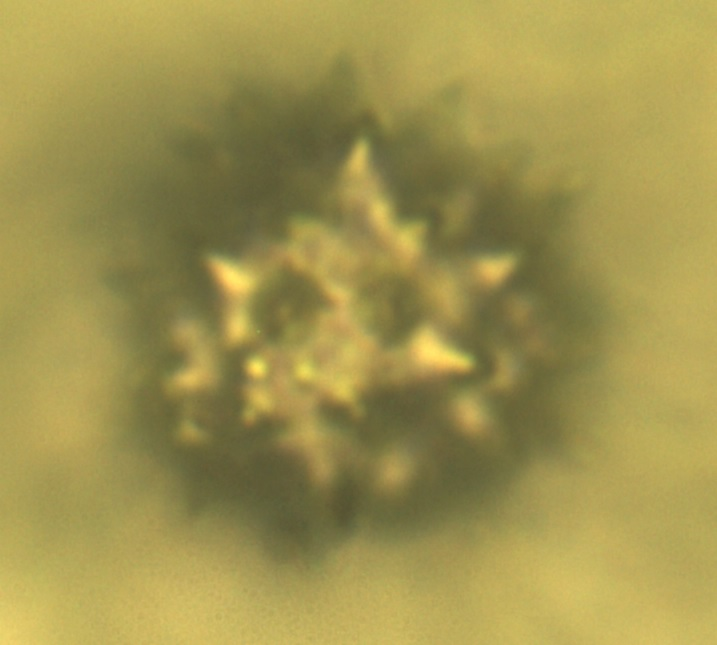
Pollenkorn (400×)

### Gewöhnlicher Hirtentäschel als Wirtspflanze
Das Gewöhnliche Hirtentäschel wird sehr oft von Albugo candida, dem Weißen Rost befallen, dabei verändert sich sein Habitus deutlich. Auch Plasmodiophora brassicae, der Erreger der Kohlhernie und gefürchteter Schädling im Gemüsebau, befällt das Hirtentäschel.

## Vorkommen
Das Gewöhnliche Hirtentäschel kommt in ganz Europa vor und ist in Mitteleuropa sehr häufig. Sie ist von da an ostwärts durch fast ganz Asien verbreitet; sie kam ursprünglich wohl nur im südlichen Europa und in Westasien vor. Es ist in fast allen anderen Kontinente weltweit ein Neophyt. Als Neophyt gedeiht es in den gemäßigten und auch in den tropisch-montanen Gebieten.
Standorte sind meist Ruderalstellen, Äcker und Gärten. Das Gewöhnliche Hirtentäschel ist stickstoff- und lichtliebend und gedeiht auf nährstoffreichen Böden. Das Hirtentäschelkraut gedeiht bis in die subalpine Höhenstufe. In den Allgäuer Alpen steigt sie im Tiroler Teil am Fuß des Hochwieslers nahe dem Gimpelhaus bis in eine Höhenlage von 1820 Meter auf. In den Alpen wurde das Gewöhnliche Hirtentäschel bis in einer Höhenlage von 3000 Metern beobachtet.
In Mitteleuropa ist sie eine Charakterart der Klasse Chenopodietea, kommt aber auch in Pflanzengesellschaften des Verbands Polygonion avicularis vor.
Die ökologischen Zeigerwerte nach Landolt et al. 2010 sind in der Schweiz: Feuchtezahl F = 2 (mäßig trocken), Lichtzahl L = 4 (hell), Reaktionszahl R = 3 (schwach sauer bis neutral), Temperaturzahl T = 3 (montan), Nährstoffzahl N = 4 (nährstoffreich), Kontinentalitätszahl K = 3 (subozeanisch bis subkontinental).

## Systematik
Die Erstveröffentlichung erfolgte 1753 unter dem Namen (Basionym) Thlaspi bursa-pastoris durch Carl von Linné in Species Plantarum, Tomus II, S. 647. Der deutsche Botaniker Friedrich Kasimir Medikus stellte diese Art 1792 unter dem heute gültigen Namen Capsella bursa-pastoris in Pflanzen-Gattungen nach dem Inbegriffe ..., Mannheim, S. 85 in die Gattung Capsella.
Je nach Autor gibt es zwei Unterarten:
- Capsella bursa-pastoris (L.) Medik. subsp. bursa-pastoris:  Sie kommt ursprünglich in Europa, Nordafrika, Makaronesien, auf der Arabischen Halbinsel, Im Kaukasusraum und in West- und Zentralasien vor, ist aber weltweit ein Neophyt.[14]
- Capsella bursa-pastoris subsp. thracica (Velen.) Stoj. & Stef. (Syn.: Capsella thracica Velen.): Sie kommt nur in Bulgarien und möglicherweise auch in der europäischen Türkei vor.[1]

Nach genetischen Daten ist die Schwesterart von Capsella bursa-pastoris die von der mittleren Ukraine in Osteuropa bis Nordchina verbreitete Capsella orientalis, die beiden anderen europäischen Arten, die westmediterranen Capsella grandiflora und Capsella rubella bilden die Schwestergruppe dieser Klade. Capsella bursa-pastoris subsp. thracica wärde demnach eine durch Hybridisierung entstandene, allotetraploide Sippe und sollte eher im Artrang geführt werden.

## Volkstümliche Namen
Für das Gewöhnliche Hirtentäschel, früher lateinisch (neben anderen Benennungen wie der auch für andere Pflanzen benutzte entlehnte Name Crispula) mit Bursa pastoris bezeichnet, sind viele volkstümliche Namen wie Blutwurz, Taschenkraut, Schneiderbeutel, Löffeli, Herzkraut und Bauernsenf bekannt.
Weitere zum Teil auch nur regional gebräuchliche deutschsprachige Trivialnamen sind bzw. waren: Beutelschneiderkraut (Schlesien, Sachsen, Eifel), Beutelschnötterkraut (Thüringen), Blutwurz, Blutkraut (Schlesien, mittelhochdeutsch), Burenschinken (Steding), Crispel (mittelhochdeutsch), Crispeln (mittelhochdeutsch), Dachsenkraut (Schlesien), Daschelkraut, Deschelkraut, Deschenkrut, Gäns-Kröss, Gansecrass (althochdeutsch), Gansecresse (althochdeutsch), Gansekress (althochdeutsch), Geldbeutel (Augsburg), Geldseckali (Bern, St. Gallen), Gensekersse (mittelhochdeutsch), Genskertz (althochdeutsch), Hegalischelm (St. Gallen im Seebezirk), Heinotterblume (Altmark), Hirtenseckel, Hirtentäschle (Augsburg), Hirtentasche (Tübingen), Hirtentäschchen, Klepp (Ostfriesland), Krispele (mittelhochdeutsch), Krispelkraut (mittelhochdeutsch), sülvern Läpels (Schleswig-Holstein), Läpelkäs (Ostfriesland), Lapatekrokt (Siebenbürgen), Münserlkraut (Tirol und Pinzgau), Säcklichrut (St Gallen) Schapschinken (Delmenhorst), Schelmaseckali (St. Gallen am Unterrheintal), Schinken (Steding), Schinkenkraut (Prignitz), Schinkenkrut (Mecklenburg), Schinkensteel (Steding), Seckelabschnyd, Seckelkraut, Speckdent (Jever), Täschelkraut, Täschenkraut (Eifel), Täschlichrut (Bern), Taschekrokt (Siebenbürgen), Taskendeif (Westfalen), Tesselkraut, Vögelichrut (Bern) und Witt Wäs (Altmark).

## Heilkunde und Pharmakologie
Das Hirtentäschelkraut ist eine alte Heilpflanze, die in der Naturheilkunde beliebt ist. In der Antike und im Mittelalter wurde die auch als Thlaspi (vgl. auch Thlaspi) und Mia benannte Pflanze therapeutisch als Abführ- und Brechmittel, zur Anregung der Monatsblutung, als Abtreibungsmittel und zur Auflösung schlechter Körpersäfte in den Eingeweiden eingesetzt.
Als Heildroge dienen die getrockneten zur Blütezeit gesammelten oberirdischen Pflanzenteile (Bursae pastoris herba).
Inhaltsstoffe sind: Aminosäuren und Proteine (ca. 32 %), Flavonoide (u. a. Kämpferol, Luteolin, Diosmetin, Quercetin, Rutin, Diosmin), Phenolcarbonsäuren, Kalium- und Kalziumsalze, Vitamin C und terpenoide Verbindungen.
Die  blutstillend (hämostyptisch) wirkende Droge wird innerlich angewandt zur symptomatischen Behandlung von Menorrhagie und Metrorrhagie und äußerlich, etwa zur lokalen Behandlung bei Nasenbluten, Hämorrhoiden und zur Blutstillung bei Hautverletzungen.

## Verwendung in der Küche
Mancherorts wird Hirtentäschelkraut als Wildsalat verwendet.

## Sonstiges
Das Gewöhnliche Hirtentäschel ist ein Untersuchungsobjekt für Studien zur Embryonalentwicklung, einerseits wegen seiner durchsichtigen Samenschale, andererseits weil man in einem Blütenstand alle Entwicklungsphasen von der unbefruchteten Eizelle in der Knospe bis hin zu reifen Samen finden kann.

## Geschichte
Eine von Dioskurides „thlaspi“, „pes gallinaceus“ und „capsella“ genannte Pflanze wurde von Botanikern des 20. Jh.s als Hirtentäschelkraut gedeutet. Die medizinische Verwendung des Gemeinen Hirtentäschels lässt sich erstmals sicher in der Volksmedizin des 15. Jh. nachweisen. Im Büchlein von den ausgebrannten Wässern wurde empfohlen, ein Destillat aus „täschenkraut“ gegen Nasenbluten, gegen blutigen und wässrigen Durchfall, gegen zu starke Monatsblutung und zur Austreibung des Harnwegssteins einzunehmen. In einer Elsässer Handschrift aus der zweiten Hälfte des 15. Jh. (Cpg 226) wurde zur Behandlung des Nasenblutens empfohlen, eine Handvoll des Krautes vor die Nase zu halten. Der Straßburger Wundarzt Hieronymus Brunschwig schrieb in seinem Kleinen Destillierbuch: „… ſo man das krut mit der zugethonden handt haben iſt vntz es erwarmet / do von das blůtend der naſen von ſtunden an verſtot vnd verſtellt würt …“
In den Mainzer Kräuterbuchinkunabeln des 15. Jh. – Herbarius moguntinus (1484), Gart der Gesundheit (1485) und  Hortus sanitatis (1491) – wurde das Gemeine Hirtentäschel zusammen mit dem Vogelknöterich behandelt und die überlieferten Indikationen beider Pflanzen wurden zusammengeworfen. Diese Sicht wurde von den deutschen Vätern der Botanik – Otto Brunfels, Hieronymus Bock und Leonhart Fuchs – verworfen. Da sie bei Dioskurides keine dem Gemeinen Hirtentäschel entsprechende Pflanze finden konnten, so übernahmen sie ausschließlich die Angaben aus der Volksmedizin. Dazu Otto Brunfels 1532 in seinem deutschen Kräuterbuch:
„… Die newen / oder die letſten ärtzet / barbari genant / die geben dißem kraut vil nammen / als Burſa paſtoris / Pera paſtoris / Criſpula Herba cancri Sanguinaria / vnnd der gleichen andere meer / iſt doch keiner / der es recht vff ein Capitel Dioſcoridis mög deütten. So will ichs recht auch ein ſeckel laſſzen bleiben / bitz das mir der tag einest erfaren / wem er bey dem Dioſcoride ſoll zů geſchriben werden …“
1986 veröffentlichte die Kommission E des ehemaligen Bundesgesundheitsamtes eine (Positiv-)Monographie über Hirtentäschelkraut mit den Indikationen: leichte Menorrhagien und Metrorrhagien, Nasenbluten und oberflächliche blutende Hautverletzungen.

### Historische Quellen
- Antike Dioskurides, 1. Jh.[25]
- 15. Jahrhundert Michael Puff 15. Jh.[26] --- Cpg 226 1459–1468[27] --- Herbarius moguntinus 1484[28] --- Gart der Gesundheit 1484[29] --- Hortus sanitatis 1491[30] --- Hieronymus Brunschwig 1500[31]
- 16. Jahrhundert Otto Brunfels 1532[32] --- Hieronymus Bock 1539[33] --- Leonhart Fuchs 1543[34] --- Mattioli / Handsch / Camerarius 1586[35]
- 17.–19. Jahrhundert Nicolas Lémery 1699/1721[36] --- Onomatologia medica completa 1755[37] --- Philipp Lorenz Geiger 1830[38] --- Rademacher 1846[39] --- Husemann 1883[40] --- Wolfgang Schneider 1974[41]

### Historische Abbildungen

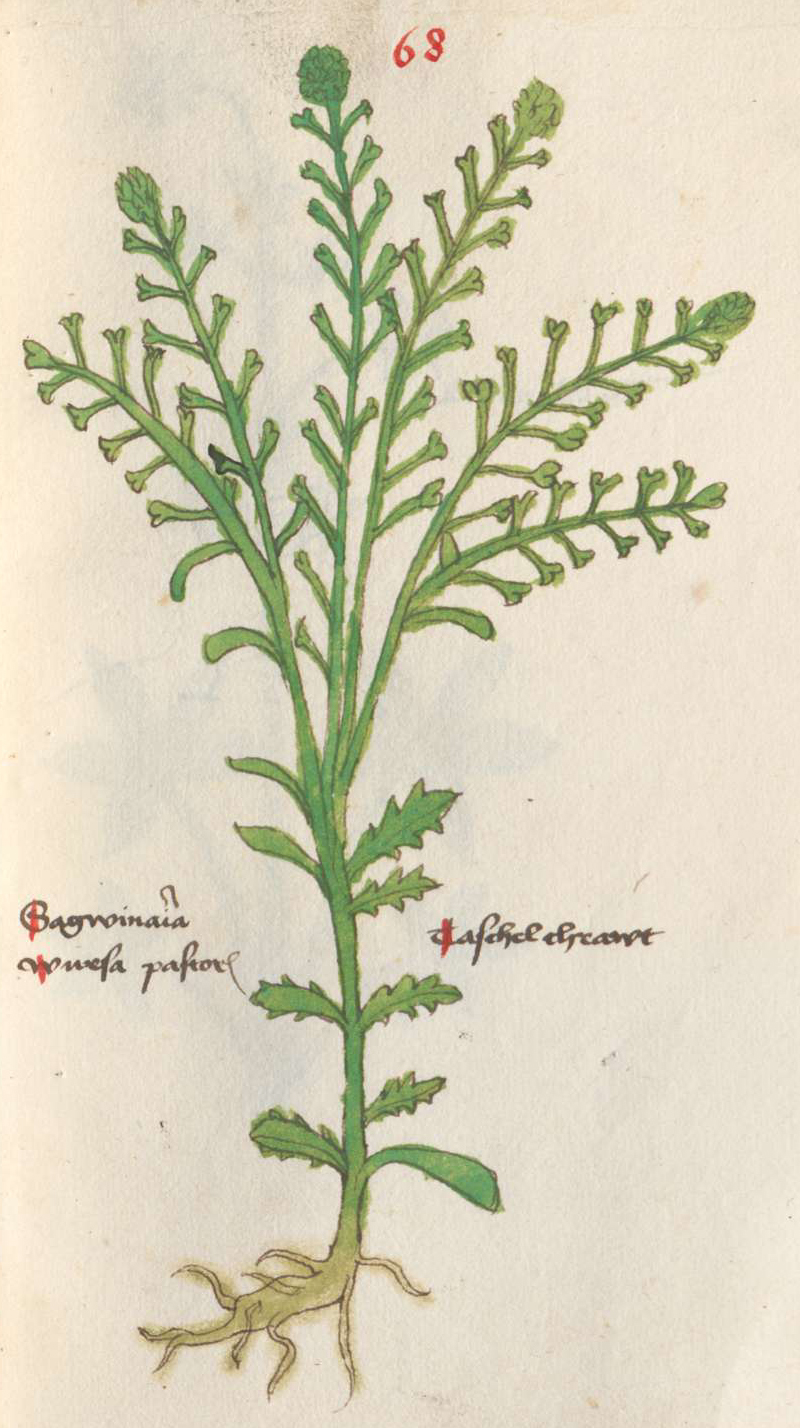
Vitus Auslasser 1479
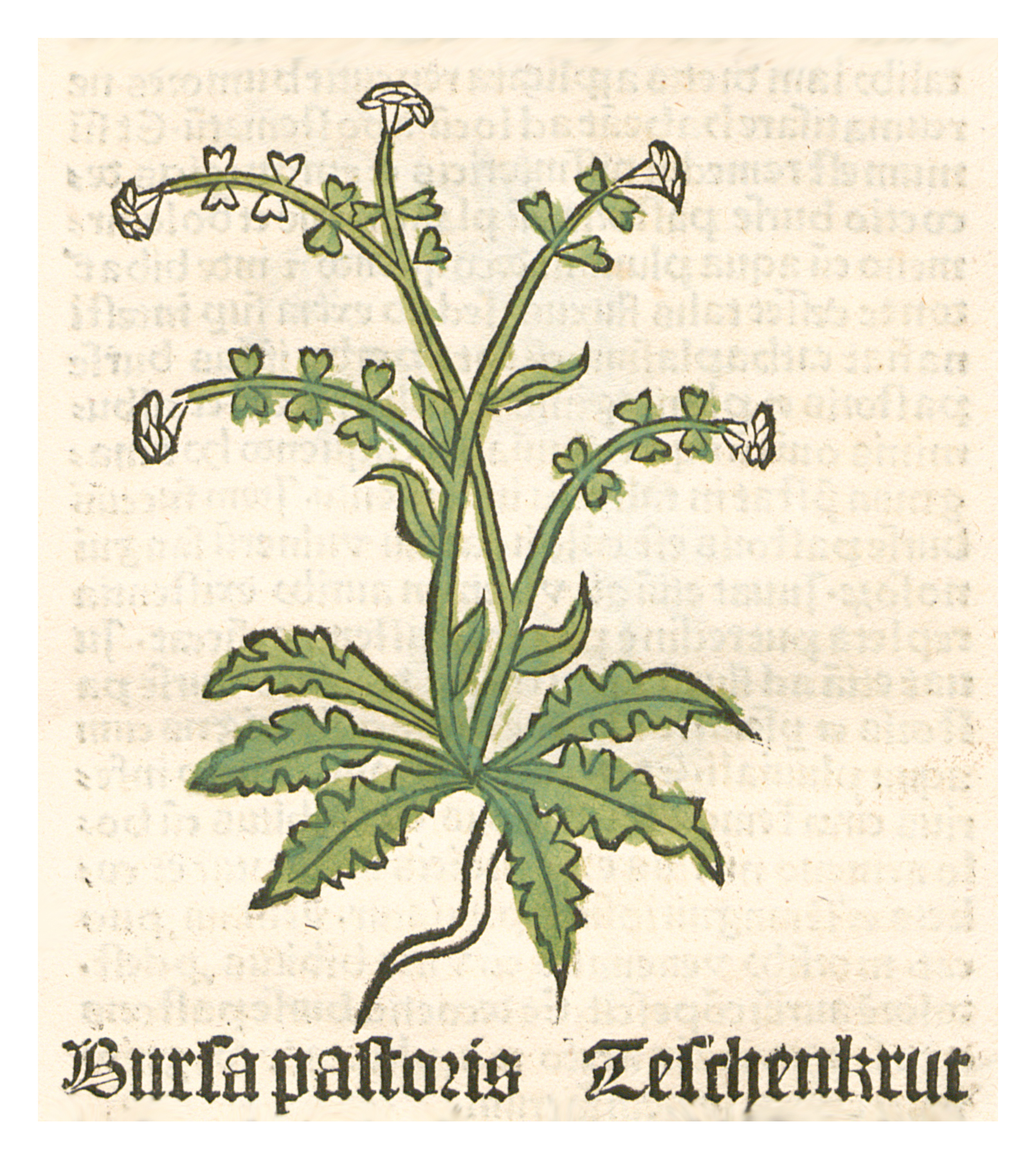
Herbarius Moguntinus 1484
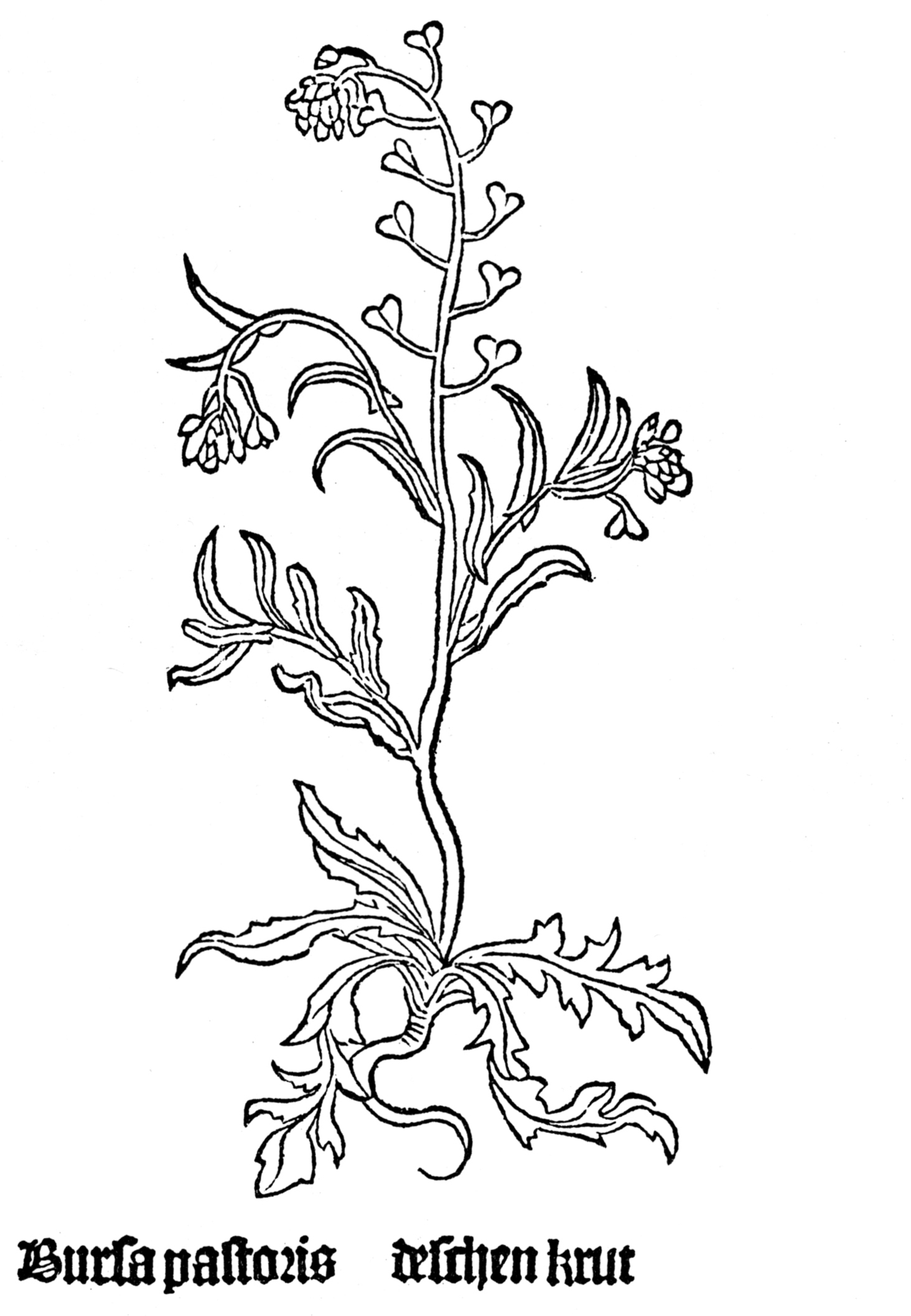
Gart der Gesundheit 1485.
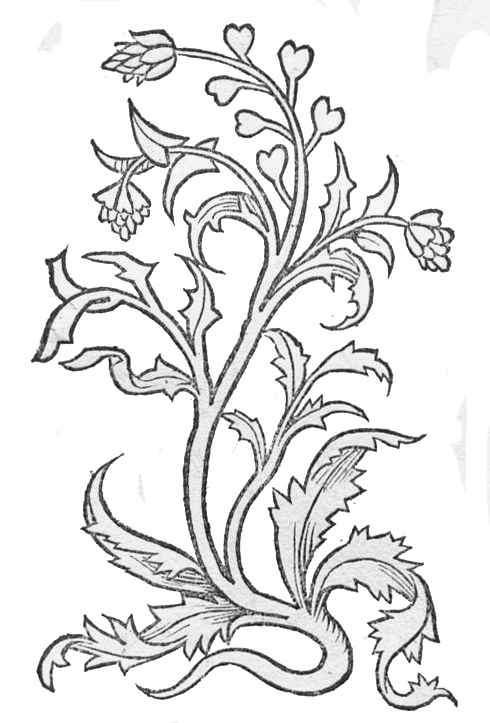
Hortus sanitatis 1491
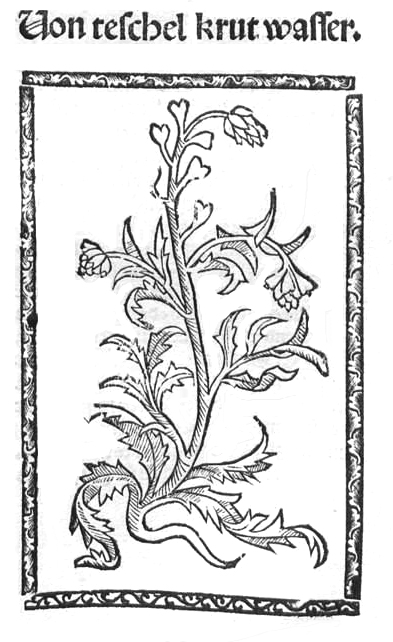
Kleines Destillierbuch 1500
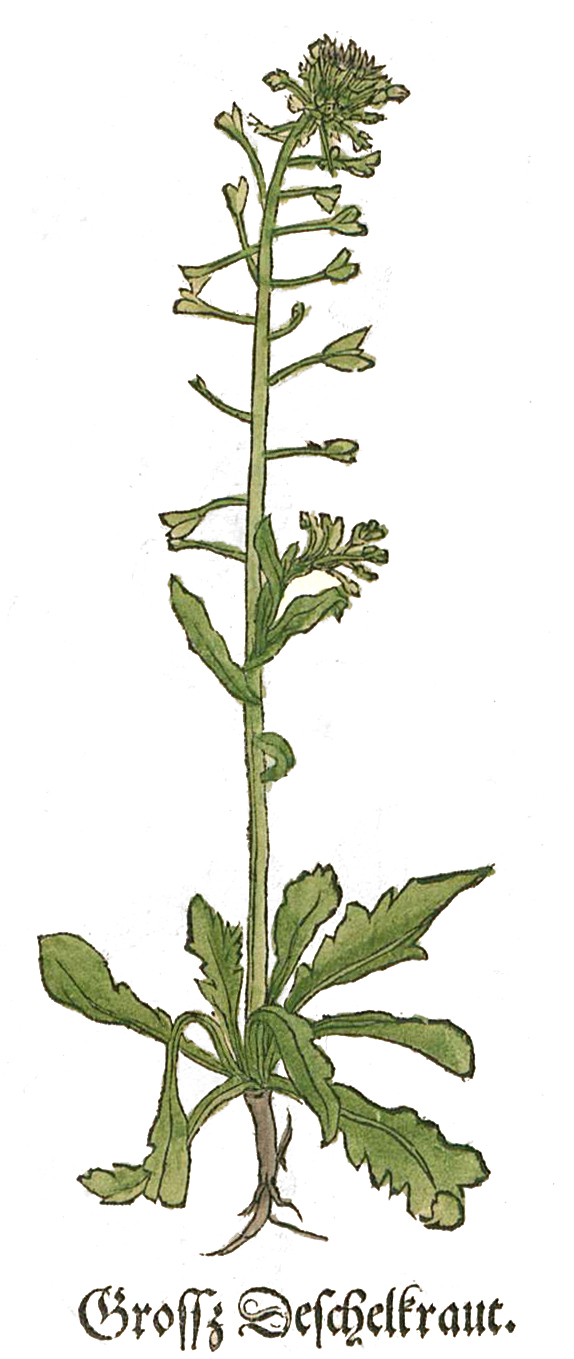
Otto Brunfels 1532
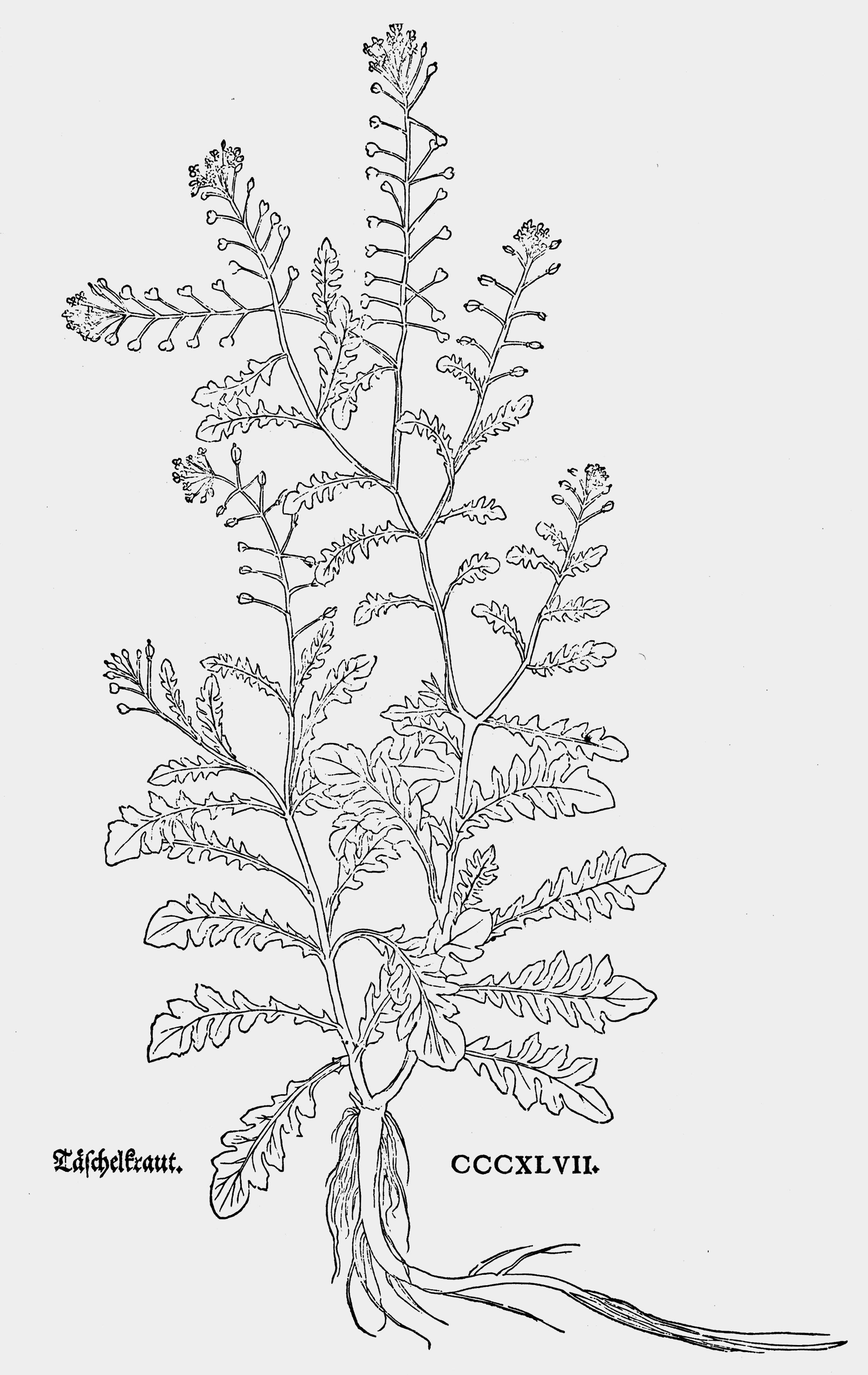
Leonhart Fuchs 1543
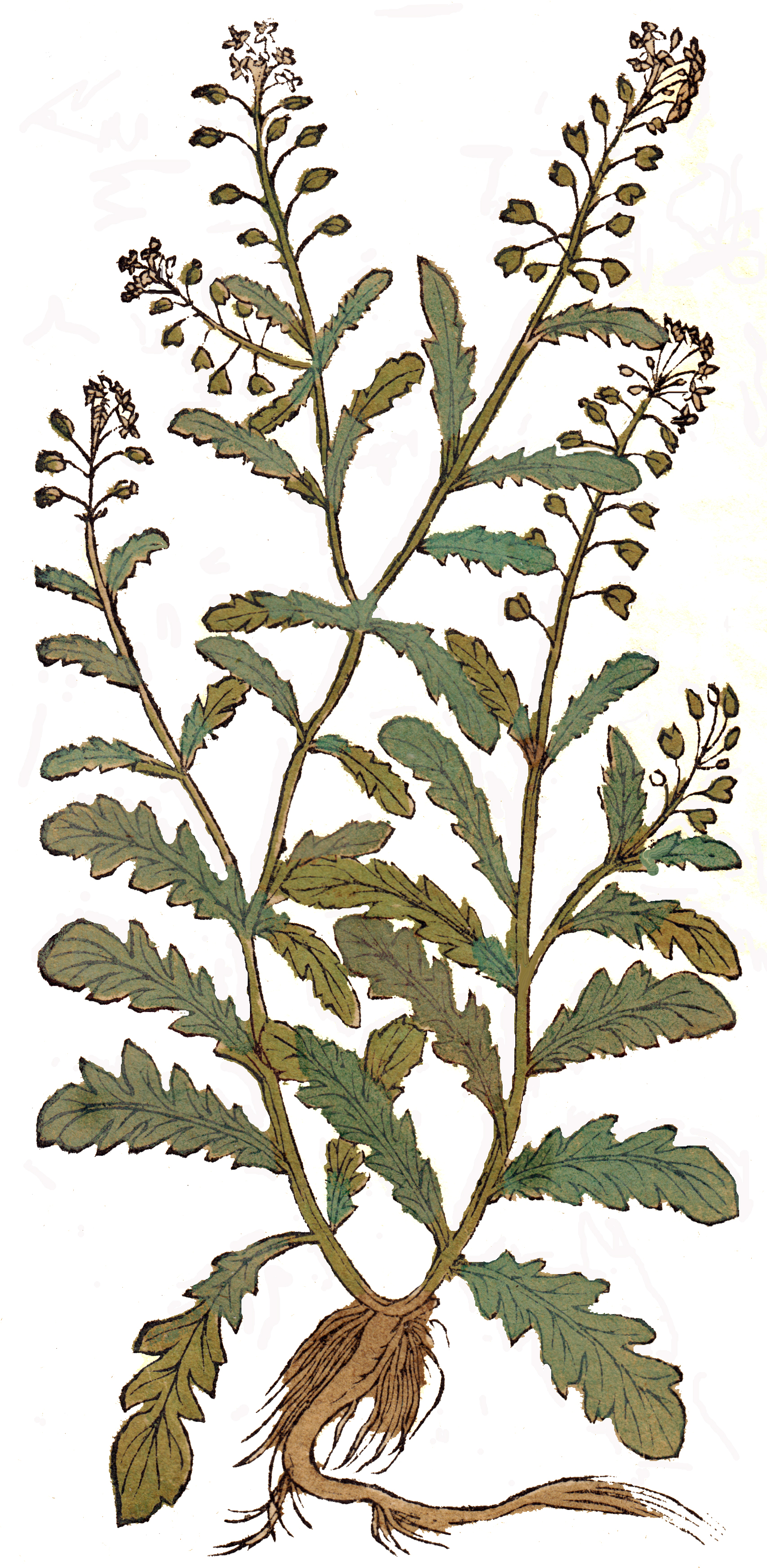
Hieronymus Bock 1546
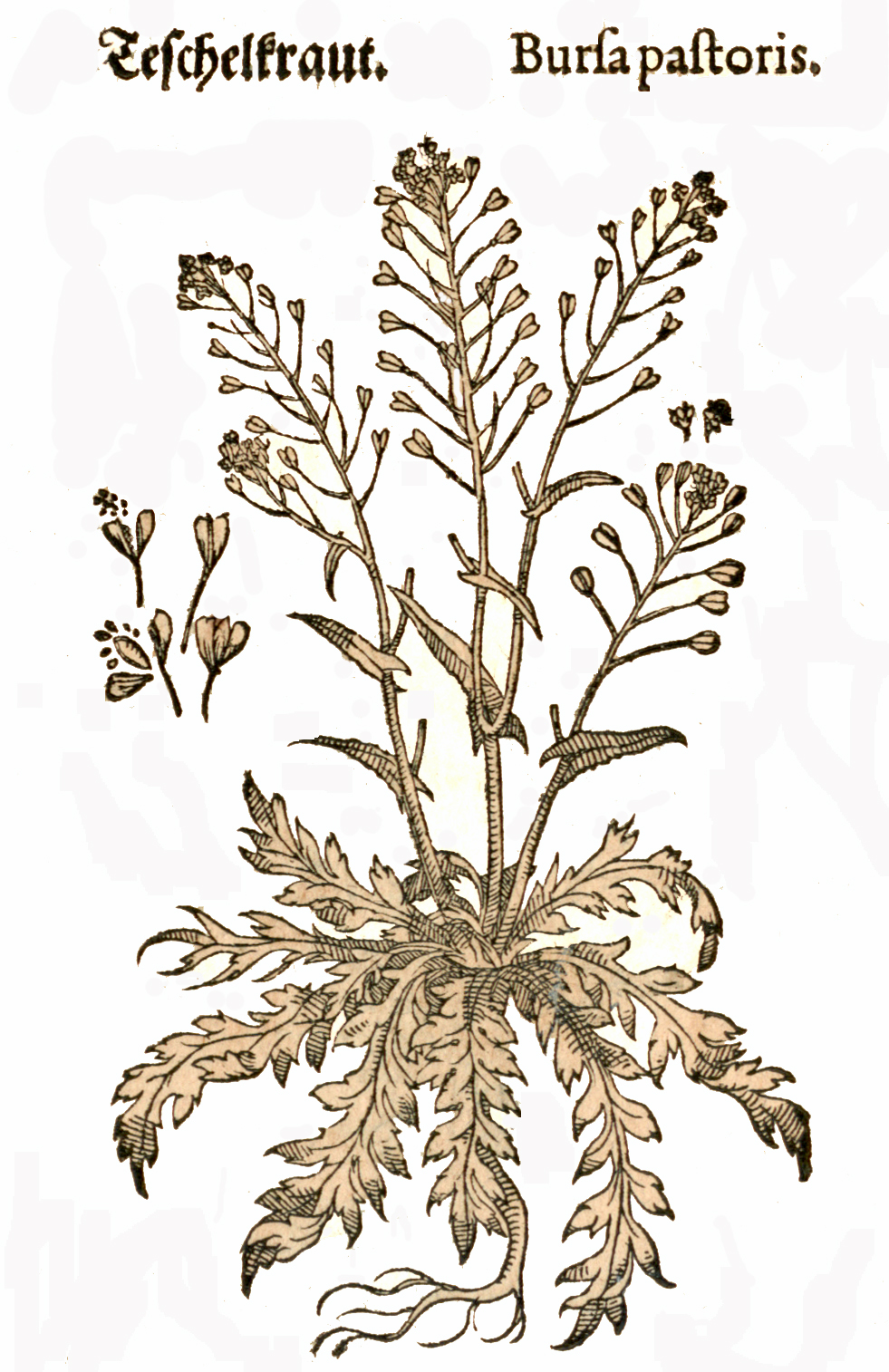
Mattioli / Handsch / Camerarius 1586